# Stemma di Singapore
Lo stemma di Singapore è il simbolo araldico ufficiale del paese, adottato nel 1959. Consiste in uno scudo rosso con raffigurate in bianco una luna crescente, simbolo di un nuovo paese, con cinque stelle, a rappresentare i cinque ideali fondativi del paese. Lo scudo è sostenuto a sinistra da un leone e a destra da una tigre, a simboleggiare rispettivamente Singapore e la Malesia. In basso un cartiglio riporta l'iscrizione Majulah Singapura (Avanti Singapore).